# Pigal del Llamp
El Pigal del Llamp és un lloc del Serrat de la Rebollera, a 1.275 metres d'altitud del terme actual de Conca de Dalt, pertanyent a l'antic municipi de Toralla i Serradell, al Pallars Jussà.
És a la meitat superior del Serrat de la Rebollera, al nord-oest de Rivert, a llevant de l'Encreuament i a ponent del Turó de la Rebollera.